# Culicoides aomoriensis
Culicoides aomoriensis är en tvåvingeart som beskrevs av Kitaoka 1991. Culicoides aomoriensis ingår i släktet Culicoides och familjen svidknott. Inga underarter finns listade i Catalogue of Life.